# Melwood
Pour l’article homonyme, voir Melwood (Maryland).
Melwood est l’ancien centre d'entraînement du Liverpool FC. Le nouveau centre d’entraînement du Liverpool FC est par la suite déplacé à Kirkby.

## Histoire
Le centre est basé à West Derby, dans la banlieue nord de Liverpool et le Liverpool FC y est domicilié à partir des années 1950. Le terrain appartient auparavant à St Francis Xavier, une école locale. Le terrain était utilisé par l'école comme terrain de jeux et les prêtres Melling et Woodlock, qui travaillaient à l'école, passaient leur temps à aider les jeunes garçons à jouer au football. Pour se rappeler le dur travail des deux prêtres, le terrain fut nommé avec leurs deux premières syllabes : Melwood,.
Melwood est dans un mauvais état en 1959, et est transformé en terrain d'entraînement moderne par Bill Shankly. Les joueurs se changeaient pour l'entraînement à Anfield, ils prenaient le bus pour un court voyage vers Melwood. Après l'entraînement, ils reprenaient le bus vers Anfield pour se doucher et se changer. Shankly s'assure ainsi que tous ses joueurs s'échauffaent correctement et qu'il éviterait à ses joueurs des blessures. 
En janvier 2001, Liverpool commence à rénover les infrastructures, fortement influencé par l'entraîneur de l'époque Gérard Houllier, pour en faire un centre d'entraînement plus moderne[réf. nécessaire].
En 2020, le club quitte le centre d'entraînement de Melwood pour de nouvelles installations, plus modernes, situées à Kirkby. L'entraîneur Jürgen Klopp rend hommage à l'histoire du centre.